# Bałtycki Dywizjon Okrętów Pogranicza
Bałtycki Dywizjon Okrętów Pogranicza – morski samodzielny pododdział Wojsk Ochrony Pogranicza.

## Formowanie i zmiany organizacyjne
W 1948 roku, w składzie 12 Brygady Ochrony Pogranicza, sformowano flotyllę ścigaczy w Darłówku.
W 1950 roku flotylla została przeformowana na flotyllę morską Darłowo o etacie 098/2. i nadano jej numer JW 3059. w 1951 roku powtórnie przeformowana według etatu 098/7, przyjęła nazwę dywizjonu Okrętów Pogranicza Darłowo. Dywizjonowi zmieniono numer na JW 2859. W następnych latach dywizjon ulegał kolejnym zmianom organizacyjnym .
W początkowym okresie funkcjonowania dywizjon posiadał tylko jedną jednostkę pływającą typu PK-31. Od maja 1951 wydzielono do jego dyspozycji 5 jednostek pływających.
W 1960 roku dywizjon przeformowano na etat 350/5 i przeniesiono do Kołobrzegu. W 1961 roku dowództwo posiadało kryptonim Bateria.
W 1965 przeformowany według etatu 7/60 przyjął nazwę: 32 dywizjon Okrętów Pogranicza. Dywizjonowi nadano nowy numer JW 3178 i podporządkowano 6 Brygadzie Okrętów Pogranicza .
W 1967 jako Bałtycki dywizjon OP podporządkowany został Morskiej Brygadzie Okrętów Pogranicza.
W 1972 roku dywizjon przekazany został dowództwu Marynarki Wojennej.
Bałtycki dywizjon Straży Granicznej z dniem 1 stycznia 2000 roku została zniesiony.

## Dowódcy dywizjonu
- kpt Pietruszka Kazimierz (05.1951-26.02.52)[3]
- mjr Łazarew Włodzimierz (26.02.52- 13.08.54)[3]
- kpt Zajkowski Stanisław (13.08.54-11.11.54)[3]
- kpt Wyrwicz Piotr (11.11.54-?)[3]